# Cantón de Siquirres
Cantón de Siquirres är en kanton i Costa Rica.   Den ligger i provinsen Limón, i den centrala delen av landet, 70 km öster om huvudstaden San José. Antalet invånare är 56 786. Arean är 860 kvadratkilometer.
Terrängen i Cantón de Siquirres är varierad.
Följande samhällen finns i Cantón de Siquirres:
- Siquirres